# Virginiauhu

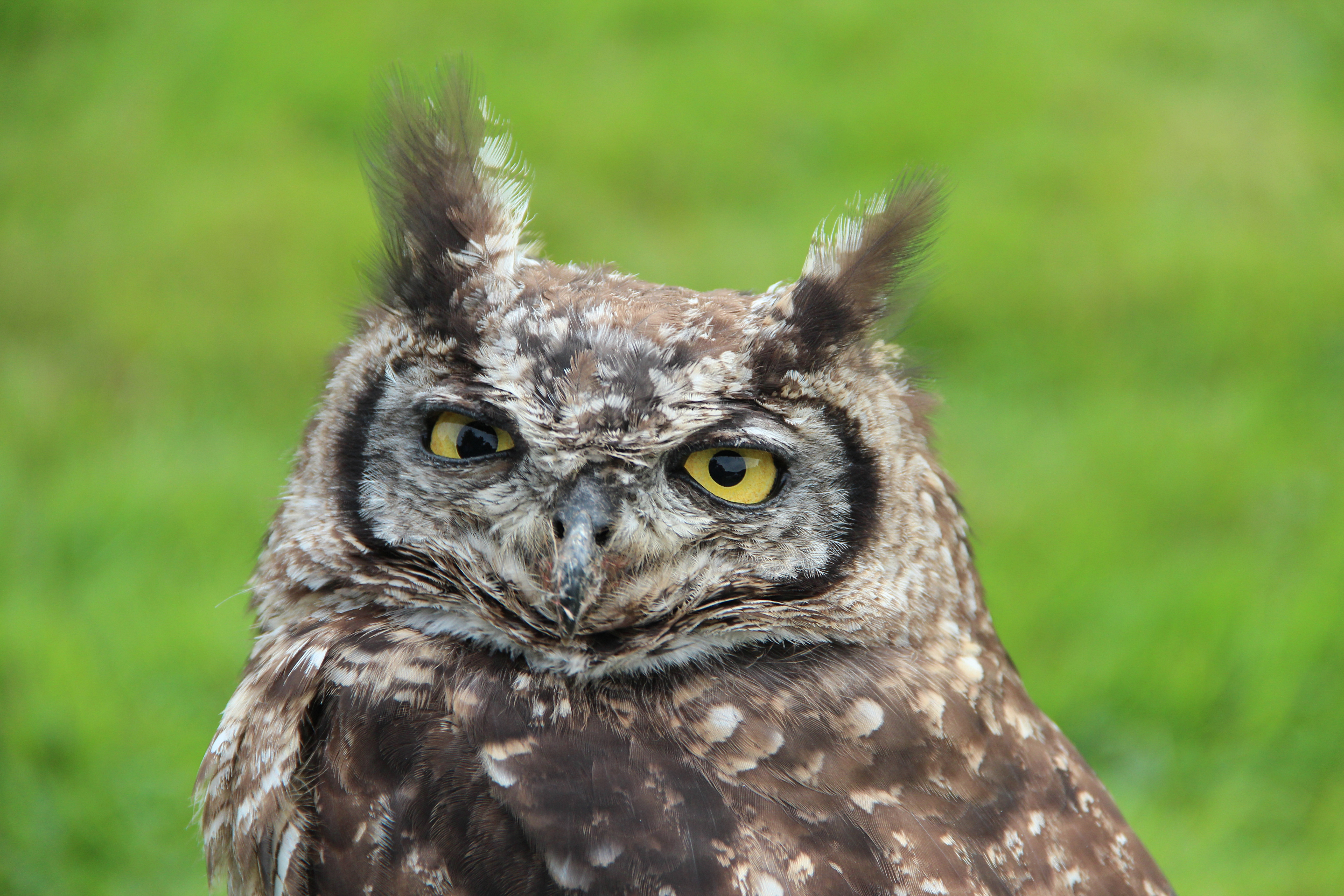
Porträt eines Virginiauhus

Der Virginiauhu (Bubo virginianus), auch Virginia-Uhu, Amerikanischer Uhu oder Virginischer Uhu genannt,  ist eine Vogelart aus der Gattung der Uhus (Bubo), die zur Familie der Eigentlichen Eulen (Strigidae) und zur Ordnung der Eulen (Strigiformes) gehört. Die Art ist in mehreren Unterarten über große Teile von Nord-, Mittel und Südamerika verbreitet. Der nah verwandte, in angrenzenden Regionen Südamerikas lebende Magellanuhu (Bubo magellanicus) wurde lange Zeit ebenfalls als eine Unterart des Virginiauhus angesehen.

## Merkmale
Der Virginiauhu ist mit einer Länge von 46 bis 63 cm und Spannweite zwischen 91 und 151 cm eine der größten Eulenarten des amerikanischen Kontinents. Die Weibchen sind 10 bis 20 Prozent größer als die Männchen. Das Gewicht des Virginiauhus liegt bei 0,9 bis 1,8 kg. Die Gefiederfarbe variiert von grau bis rot-braun. Auf der Unterseite verlaufen dunkle Streifen längs seines Körpers sowie ein weißes Band auf der Brust. Der Bauch ist etwas heller als der Rücken. Er hat lange Ohren oder „Hörner“, die seinen englischen Namen Great Horned Owl erklären. Wie bei allen Uhus haben diese Federohren allerdings keine Bedeutung für den Gehörsinn. Die großen Augen sind gelblich orangefarben. Die Füße sind bis zu den Krallen befiedert.
Der Gesang des Männchens ist ein tiefes, weit klingendes bu-bubú booh booh, das in Intervallen von mehreren Sekunden wiederholt wird. Das Weibchen singt ähnlich, hat aber einen anderen Rhythmus und ruft bu-bububú booh.

## Lebensraum
Der Virginiauhu bevorzugt offene Landschaften mit Bäumen oder Waldrändern, aber auch bewaldete Gebirgsregionen bis 4000 m Höhe und sogar Parks.

## Ernährung und Lebensweise
Der Virginiauhu ernährt sich überwiegend von Säugetieren, die bis zum Dreifachen seines eigenen Körpergewichts wiegen können, darunter Ratten, Mäuse, Kaninchen und Skunks, aber auch von Vögeln wie Tauben, Enten und anderen Eulen. Die Jagd findet dabei meist im Gleitflug statt, die Beute wird im Sturzflug mit angezogenen Flügeln geschlagen. Fische, Amphibien und kleine Alligatoren jagt er zum Teil auch auf dem Boden gehend und sogar im Wasser.
In Gefangenschaft können Virginiauhus über 30 Jahre alt werden, wild lebende Tiere leben selten mehr als 15 Jahre lang.

## Stimme und Fortpflanzung

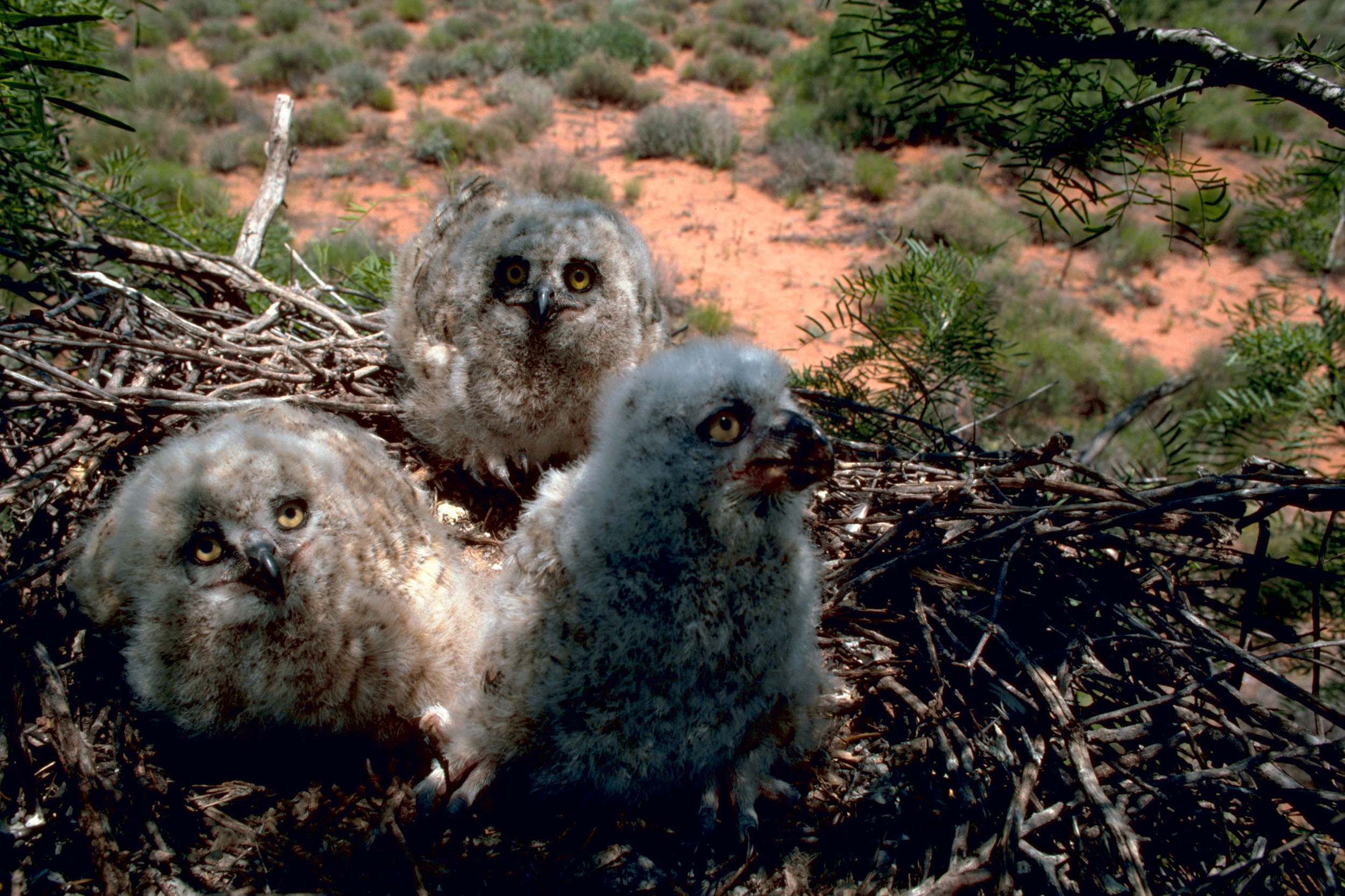
Drei junge Virginiauhus im Nest

Während der Paarungszeit im Januar und Februar lassen Männchen und Weibchen den typischen Ruf hu-hu huuh hu-hu hören. Die Stimme des Männchens ist tiefer als die des Weibchens.
Wie die meisten Uhus bauen Virginiauhus keine Nester, sondern benutzen gerne verlassene Greifvogelnester. Ihre Eier (zwei bis vier bei einem Gelege) werden innerhalb von 28 bis 35 Tagen ausgebrütet, wobei ausschließlich die Weibchen brüten. Die Jungtiere verlassen nach 6 bis 7 Wochen kletternd das Nest, nach 9 bis 10 Wochen sind die Jungtiere flügge. 
Die Elternpaare teilen sich oft über viele Jahre dasselbe Territorium, leben allerdings außerhalb der Brutzeit solitär.

## Verbreitung

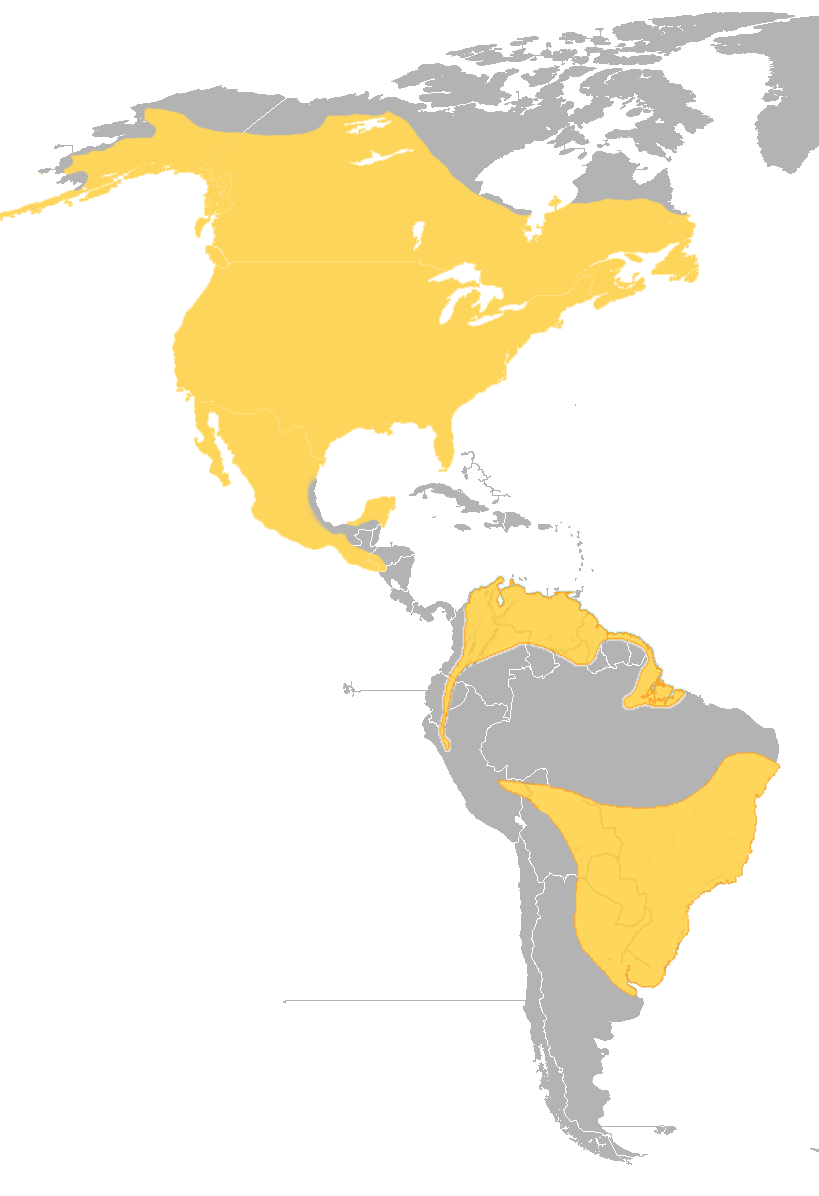
Verbreitungsgebiet des Virginiauhus

Der Virginiauhu kommt in großen Teilen Nordamerikas außerhalb der Arktis sowie in einigen Regionen Mittel- und Südamerikas vor. Im südlichen Südamerika grenzt sein Verbreitungsgebiet an das des eng mit ihm verwandten Magellanuhus, der die Anden-Region bis Feuerland besiedelt. Die Art gilt laut IUCN als derzeit nicht gefährdet.

## Unterarten
Es werden folgende Unterarten unterschieden:
- Bubo virginianus algistus (Oberholser, 1904)[6] kommt im westlichen Alaska vor.
- Bubo virginianus lagophonus (Oberholser, 1904)[7] kommt im zentralen Alaska bis ins nordöstliche Oregon, Idaho und nordwestliche Montana vor.
- Bubo virginianus saturatus (Ridgway, 1877)[8] ist an den Küsten im Südosten Alaskas bis an die Küsten des Nordens Kaliforniens verbreitet.
- Bubo virginianus pacificus (Cassin, 1854)[9] ist an den Küsten Zentralkaliforniens bis ins nordwestliche Baja California verbreitet.
- Bubo virginianus subarcticus (Hoy, PR, 1853)[10] kommt im westlichen zentralen Kanada bis ins nördliche Idaho vor.
- Bubo virginianus pallescen (Stone, 1897)[11] ist im Südwesten der USA bis in den Süden Mexikos verbreitet.
- Bubo virginianus pinorum (Dickerman & Johnson, AB, 2008)[12] ist im südlichen Idaho über das nördliche Arizona und das nördliche New Mexico verbreitet.
- Bubo virginianus heterocnemis (Oberholser, 1904)[13] kommt im nordöstlichen Kanada über die Region der Großen Seen vor.
- Bubo virginianus virginianus (Gmelin, JF, 1788)[14] ist vom südöstlichen Kanada bis ins zentrale und östliche Gebiet der USA verbtreitet.
- Bubo virginianus elachistus (Brewster, 1902)[15] ist im Süden Baja Californias verbreitet.
- Bubo virginianus mayensis (Nelson, 1901)[16] kommt auf der Halbinsel Yucatán vor.
- Bubo virginianus mesembrinus (Oberholser, 1904)[17] ist vom südlichen Mexiko bis ins westliche Panama verbreitet.
- Bubo virginianus nigrescens (Berlepsch, 1884)[18] ist von Kolumbien bis ins nordwestliche Peru verbreitet.
- Bubo virginianus nacurutu (Vieillot, 1817)[19] kommt vom östlichen Kolumbien über die Guyanas bis ins nördliche und östliche Brasilien sowie Argentinien, Bolivien und Zentralperu vor.
- Bubo virginianus deserti (Reiser, 1905)[20] ist im Nordosten Brasiliens im nördlichen zentralen Bahia verbreitet.

## Etymologie und Forschungsgeschichte
Die Erstbeschreibung der Virginiauhu erfolgte 1788 durch Johann Friedrich Gmelin unter dem wissenschaftlichen Namen Strix virginiana. Als Verbreitungsgebiet gab er Amerika, Astrachan und Kamtschatka an. 1805 führte André Marie Constant Duméril die neue Gattung Bubo für die Uhus laut Linnaeus ein. Dieser Begriff leitet sich vom lateinisch bubo, bubonis ‚Uhu‘ ab. Der Artname  virginianus bezieht sich auf Virginia, da sich Gmelin auf die Virginia Eagle Owl von John Latham bezog. Mayensis bezieht sich auf das Gebiet der Maya, pacificus auf den Pazifik. Subarcticus ist ein Wortgebilde aus lateinisch sub ‚unter‘ und lateinisch arcticus ‚nördlich, Arktik‘ Algistus hat seinen Ursprung in αλγιστος, αλγεινος, αλγεω, αλγος algistos, algeinos, algeō, algos, deutsch ‚am schlimmsten, beunruhigendsten, schmerzlich, leiden, Schmerz‘, lagophonus in λαγως lagōs, deutsch ‚Hase‘ und φονος, φονευω phonos, phoneuō, deutsch ‚Schlächter, Mörder, morden‘, saturatus in lateinisch saturatus, satur, satura, satis ‚reichhaltig gefärbt, dunkler gefärbt, intensiv gefärbt, reichhaltig, genug‘, pallescen in lateinisch pallescentis, pallescere, pallere ‚bleichfarben, geblich, bleich werden, bleich sein‘, pinorum in lateinisch pinorumm, pinus ‚von der Kiefer, Kiefer‘, heterocnemis in ἑτερος heteros, deutsch ‚unterschiedlich‘ und κνημη knēmē, deutsch ‚Bein‘, elachistus in ελαχιστος, ελαχυς elakhistos, elakhys, deutsch ‚am kleinsten, am wenigsten, klein‘, mesembrinus in μεσημβρινος, μεσημβρια mesēmbrinos, mesēmbria, deutsch ‚südlich, Süden‘, nigrescens in lateinisch nigrescens, nigrescentis, nigrescere, niger ‚schwärlich, schwarz werden, schwarz‘, nacurutu im Guaraní Wort Nhakûrutû für eine Eule und deserti in lateinisch desertum, deserere ‚Wüste, Ödland, Einsamkeit, verlassen‘. Vieillot bezog sich bei seinem Namen auf Ave noctura de rapiña del Ñacurutú von Félix de Azara. Alfred Laubmann hatte für sein Werk Die Vögel von Paraguay einen Balg, gesammelt von Hans Krieg (1888–1970) im Bergland des Río Apa bei San Luis de la Sierra im Departamento Concepción, zur Verfügung. In der Literatur fand er viele Nachweise für das Land, so z. B. an der Estancia Ytanu durch John James Dalgleish,  in Fortin Nueve und Waikthlatingmayalwa im Gran Chaco durch John Graham Kerr, in Fort Wheeler im Chaco Boreal durch Elsie Naumburg und in Monte Sociedad am Río Pilcomayo durch Arnaldo de Winkelried Bertoni.